# Eurolliga 2012-2013
L'Eurolliga 2012-2013 fou la 12a edició de l'Eurolliga d'ençà que és organitzada per la Unió de Lligues Europees de Basquetbol.
En la final, disputada el dia 12 de maig de 2013 a Londres, l'Olympiakos BC es va proclamar campió al derrotar el Real Madrid per 100 a 88.

## Fase de Grups
La fase de grups començà l'11 d'octubre de 2012.

### Grup A
| Equip                    | PJ | PG | PP | PF  | PC  | DP  |
| ------------------------ | -- | -- | -- | --- | --- | --- |
| Real Madrid              | 10 | 7  | 3  | 832 | 738 | +94 |
| Panathinaikos Athens     | 10 | 6  | 4  | 748 | 722 | +26 |
| BC Khimki                | 10 | 6  | 4  | 753 | 754 | -1  |
| Fenerbahçe Ülkerspor     | 10 | 5  | 5  | 727 | 738 | -11 |
| Union Olimpija Ljubljana | 10 | 3  | 7  | 722 | 808 | -86 |
| Mapooro Cantu            | 10 | 3  | 7  | 708 | 730 | -22 |

### Grup B
| Equip                 | PJ | PG | PP | PF  | PC  | DP   |
| --------------------- | -- | -- | -- | --- | --- | ---- |
| Maccabi Tel Aviv      | 10 | 8  | 2  | 810 | 708 | +102 |
| Unicaja Málaga        | 10 | 8  | 2  | 762 | 715 | +47  |
| Montepaschi Siena     | 10 | 5  | 5  | 879 | 844 | +35  |
| Alba Berlin           | 10 | 4  | 6  | 722 | 843 | -26  |
| Elan Chalon-Sur-Saone | 10 | 3  | 7  | 782 | 843 | -61  |
| Asseco Prokom Gdynia  | 10 | 2  | 8  | 704 | 801 | -97  |

### Grup C
| Equip                    | PJ | PG | PP | PF  | PC  | DP   |
| ------------------------ | -- | -- | -- | --- | --- | ---- |
| Zalgiris Kaunas          | 10 | 8  | 2  | 804 | 693 | +111 |
| Olympiacos Piraeus       | 10 | 8  | 2  | 788 | 737 | +51  |
| Anadolu Efes             | 10 | 5  | 5  | 738 | 740 | -2   |
| Caja Laboral Vitoria     | 10 | 4  | 6  | 749 | 778 | -29  |
| EA7 Emporio Armani Milan | 10 | 3  | 7  | 760 | 767 | -7   |
| Cedevita Zagreb          | 10 | 2  | 8  | 725 | 849 | -124 |

### Grup D
| Equip                 | PJ | PG | PP | PF  | PC  | DP   |
| --------------------- | -- | -- | -- | --- | --- | ---- |
| FC Barcelona Regal    | 10 | 9  | 1  | 774 | 636 | +138 |
| CSKA Moscou           | 10 | 9  | 1  | 783 | 709 | +74  |
| Besiktas JK Istanbul  | 10 | 5  | 5  | 699 | 749 | -50  |
| Brose Baskets Bamberg | 10 | 3  | 7  | 740 | 807 | -67  |
| Lietuvos Rytas        | 10 | 2  | 8  | 670 | 724 | -54  |
| KK Partizan Belgrad   | 10 | 2  | 8  | 731 | 772 | -41  |

## Top 16
El Top 16 començà el 27 de desembre de 2012 i acabà el 5 d'abril de 2013. Els quatre primers classificats de cada grup es classifiquen per als quarts de final.

### Grup E
| Equip                     | PJ | PG | PP | PF   | PC   | DP   |
| ------------------------- | -- | -- | -- | ---- | ---- | ---- |
| CSKA Moscou               | 14 | 11 | 3  | 1095 | 981  | 114  |
| Reial Madrid              | 14 | 10 | 4  | 1085 | 1021 | 64   |
| Anadolu Efes Istanbul     | 14 | 9  | 5  | 1028 | 1031 | -3   |
| Panathinaikos Atenes      | 14 | 9  | 5  | 1001 | 968  | 33   |
| Unicaja Màlaga            | 14 | 7  | 7  | 988  | 1015 | -27  |
| Zalgiris Kaunas           | 14 | 6  | 8  | 1065 | 1040 | 25   |
| Alba Berlin               | 14 | 4  | 10 | 959  | 1036 | -77  |
| Brose Baskets Bamberg     | 14 | 0  | 14 | 1026 | 1155 | -129 |
| Classificació definitiva. |    |    |    |      |      |      |

### Grup F
| Equip                     | PJ | PG | PP | PF   | PC   | DP   |
| ------------------------- | -- | -- | -- | ---- | ---- | ---- |
| Regal FC Barcelona        | 14 | 13 | 1  | 1151 | 986  | 165  |
| Olympiacos Pireu          | 14 | 9  | 5  | 1068 | 1033 | 35   |
| Maccabi Tel Aviv          | 14 | 8  | 6  | 1105 | 1012 | 93   |
| Caja Laboral Vitòria      | 14 | 8  | 6  | 1093 | 1045 | 48   |
| BC Khimki                 | 14 | 7  | 7  | 1133 | 1051 | 82   |
| Montepaschi Siena         | 14 | 7  | 7  | 1036 | 1057 | -21  |
| Besiktas JK Istanbul      | 14 | 2  | 12 | 893  | 1104 | -211 |
| Fenerbahce Ulker Istanbul | 14 | 2  | 12 | 1055 | 1246 | -191 |
| Classificació definitiva. |    |    |    |      |      |      |

## Quarts de Final
Els Quarts de Final començaren el 9 d'abril de 2013 i acabaren el 26 d'abril. El vencedor de cadascuna de les eliminatòries es classifica per a la Final Four.
|   | Equip 1            | Ag. | Equip 2                  | Partit 1 | Partit 2 | Partit 3 | Partit 4* | Partit 5* |
| - | ------------------ | --- | ------------------------ | -------- | -------- | -------- | --------- | --------- |
| A | CSKA Moscou        | 3-1 | Caja Laboral             | 89-78    | 90-68    | 72-93    | 94-85     |           |
| B | Olympiakos BC      | 3-2 | Anadolu Efes İstanbul    | 67-62    | 71-53    | 72-83    | 73-74     | 82-72     |
| C | FC Barcelona Regal | 3-2 | Panathinaikos            | 72-70    | 65-66    | 63-65    | 70-60     | 64-53     |
| D | Reial Madrid       | 3-0 | Maccabi Electra Tel Aviv | 79-53    | 75-63    | 69-57    |           |           |

## Final Four
La Final Four es va celebrar entre els dies 10 i 12 de maig a Londres.
|  | Semifinals 10 Maig 2013 | Semifinals 10 Maig 2013 |    |             | Final 12 Maig 2013 | Final 12 Maig 2013 |
|  |                         |                         |    |             |                    |                    |
|  |                         |                         |    |             |                    |                    |
|  | CSKA Moscou             | 52                      |    |             |                    |                    |
|  | Olympiakos BC           | 69                      |    |             |                    |                    |
|  |                         |                         |    |             |                    |                    |
|  |                         |                         |    |             |                    |                    |
|  |                         |                         |    |             | Olympiakos BC      | 100                |
|  |                         | Real Madrid             | 88 |             |                    |                    |
|  |                         |                         |    |             |                    |                    |
|  |                         |                         |    |             |                    |                    |
|  |                         |                         |    |             | 3r i 4t lloc       |                    |
|  |                         |                         |    |             |                    |                    |
|  | Reial Madrid            | 74                      |    | CSKA Moscou | 74                 |                    |
|  | FC Barcelona            | 67                      |    |             | FC Barcelona       | 73                 |

| Campions Eurolliga 2013 |
| ----------------------- |
| Olympiakos BC 3è títol  |